# Violet Bonham Carter
Helen Violet Bonham Carter, Baronesa Asquith de Yarnbury, DBE (15 de abril de 1887 - 19 de fevereiro de 1969) conhecida até que seu casamento como Violet Asquith, foi uma política e escritora britânica. Ela era filha de Herbert Henry Asquith, primeiro-ministro liberal do Reino Unido entre 1908 e 1916, e de sua primeira esposa Helen Kelsall Melland. Ela também estava envolvida em artes e literatura.
Ela também foi avó da atriz Helena Bonham Carter.

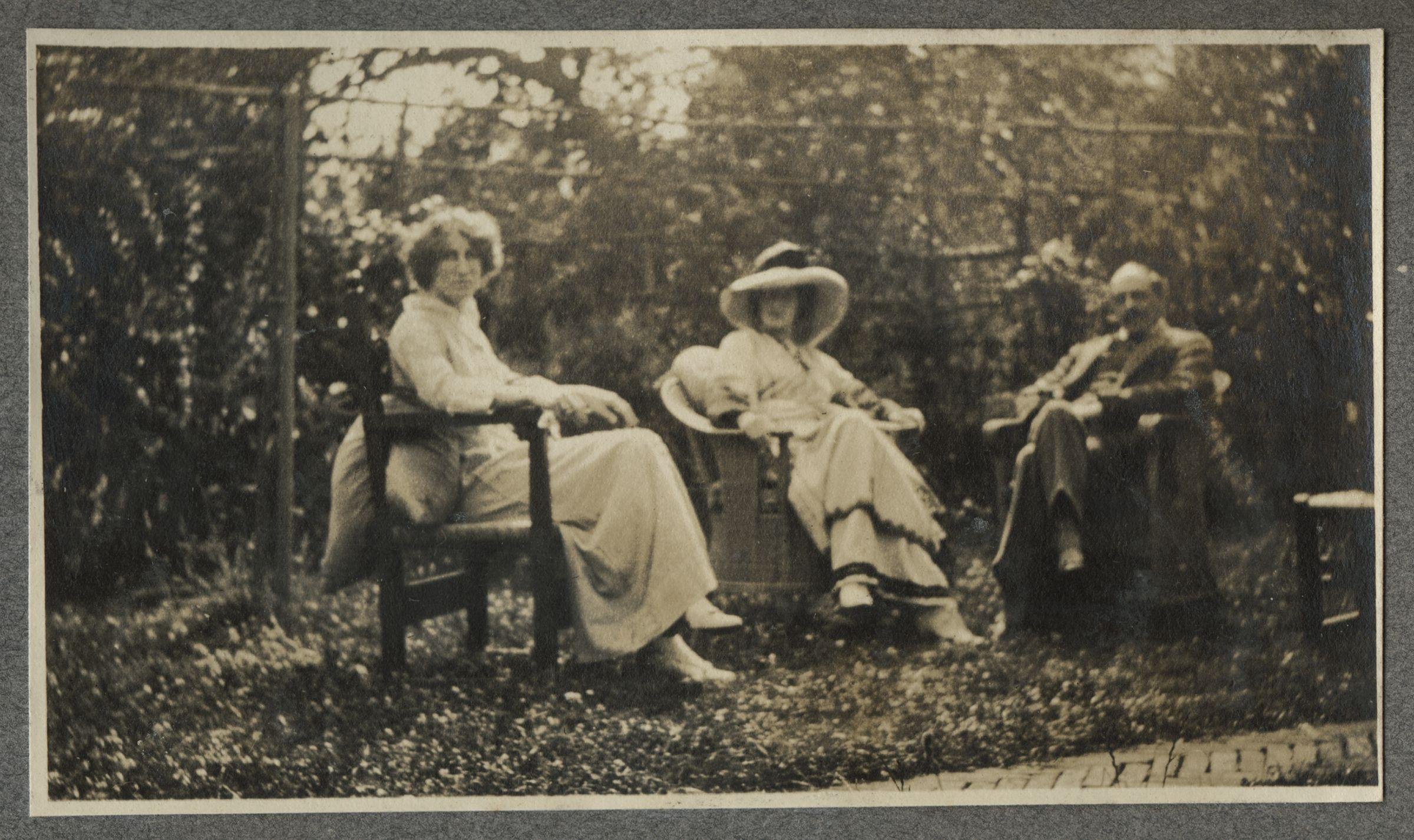
Violet Bonham Carter com lady Ottoline Morrell e um homem não identificado

## Casamento e filhos
Ela se casou com o principal secretário privado de seu pai, sir Maurice "Bongie" Bonham Carter, em 1915. Eles tiveram quatro filhos:
- Helen Laura Cressida, Sra. Jasper Ridley, mãe do economista Adam Ridley
- Mark Bonham Carter, Barão Bonham Carter de Yarnbury, um liberal membro do parlamento antes de ir para a câmara dos lordes e pai de Jane, Baronesa Bonham Carter
- Raymond Bonham Carter, o pai da atriz Helena Bonham Carter.
- Laura Bonham Carter, Baronesa Grimond, esposa do líder do Partido Liberal Joseph Grimond, Barão Grimond de Firth

Em 21 de dezembro de 1964, ela recebeu o título de  "Baronesa Asquith de Yarnbury" no Condado de Wiltshire. 22 de dezembro de 1964. um dos primeiros novos colegas liberais em várias décadas. Ela continuou a ser extremamente ativa na Câmara dos Lordes.

## Morte
Ela morreu de um ataque cardíaco, aos 81 anos, e foi enterrada na Igreja de St Andrew, Mells, Somerset. 

## Títulos de nascimento
- 15 de abril de 1887 - 30 de novembro 1915: Senhorita Violet Asquith
- 30 de novembro de 1915 - 1916: Senhora Maurice Bonham Carter[3]
- 1916 - 9 de fevereiro 1925: Lady Bonham Carter
- 9 de fevereiro de 1925 - 1953: Lady Violet Bonham Carter[4]
- 1953 - 21 de dezembro de 1964: Lady Violet Bonham Carter, DBE
- 21 de dezembro de 1964 - 19 de fevereiro de 1969: A Muito Honorável baronesa Asquith de Yarnbury, DBE